# Martensopoda
Genre
Martensopoda est un genre d'araignées aranéomorphes de la famille des Sparassidae.

## Distribution
Les espèces de ce genre sont endémiques d'Inde. Elles se rencontrent au Kerala et au Tamil Nadu.

## Liste des espèces
Selon World Spider Catalog (version 17.5, 19/01/2017) :
- Martensopoda minuscula (Reimoser, 1934)
- Martensopoda sanctor Sankaran, Malamel, Joseph & Sebastian, 2015
- Martensopoda transversa Jäger, 2006

## Étymologie
Ce genre est nommé en l'honneur de Jochen Martens.

## Publication originale
- Jäger, 2006 : Martensopoda gen. nov. from southern Indian mountain ranges, the first genus of huntsman spiders with a cymbial spur (Araneae: Sparassidae: Heteropodinae). Zootaxa, no 1325, p. 335-345.